# Mark Russinovich
Mark Eugene Russinovich (Salamanca, 22 de diciembre de 1966) es un ingeniero de software estadounidense nacido en España que ejerce como CTO de Microsoft Azure. Fue cofundador de los productores de software Winternals antes de que fueran adquiridos por Microsoft en 2006.

### Primeros años y educación
Russinovich nació en Salamanca, España, y se crio en Birmingham, Alabama, Estados Unidos, hasta los 15 años, cuando se trasladó con su familia a Pittsburgh, Pensilvania. Su padre era radiólogo y su madre era administradora de la consulta de radiología de su padre en Pittsburgh. Russinovich es de origen croata.
Se introdujo en el mundo de los ordenadores cuando el padre de un amigo suyo se hizo con un Apple II en la década de 1970. Fue capaz de aplicar ingeniería inversa a su ROM y escribir programas para él. A los 15 años, se compró su primer ordenador, un Texas Instruments TI99/4A. Unos seis meses más tarde, sus padres le compraron un Apple II+ en el instituto de su localidad, cuando éste actualizó los laboratorios de informática a Apple IIes. También escribió artículos en revistas sobre el Apple II.
En 1989, Russinovich se licenció en ingeniería informática en la Universidad Carnegie Mellon, donde fue miembro del capítulo Pi Kappa Alpha Beta Sigma. Al año siguiente obtuvo un máster en ingeniería informática en el Instituto Politécnico Rensselaer. Más tarde regresó a Carnegie Mellon, donde se doctoró en ingeniería informática en 1994 con una tesis titulada Gestión de fallos transparente para aplicaciones bajo la supervisión de Zary Segall. 

### Obras
En 1996, Russinovich descubrió que la alteración de dos valores en el Registro de Windows en la edición de Estación de trabajo de Windows NT 4.0 cambiaría la instalación para que fuera reconocida como un servidor de Windows NT y permitiría la instalación de los productos de Microsoft BackOffice que sólo tenían licencia para la edición de servidor. Los valores de la clave del registro estaban vigilados por un hilo de trabajo para detectar la manipulación, y más tarde se publicó un programa llamado NT Tune para terminar el hilo de trabajo y cambiar los valores.
Russinovich escribió LiveKD, una utilidad incluida en el libro Inside Windows 2000. A partir de 2017, la utilidad está disponible para su descarga.
En 2005, Russinovich descubrió el rootkit de Sony en los productos DRM de Sony. Está función impedía que los usuarios copiaran sus discos.
En enero de 2006, Russinovich descubrió un rootkit en Norton SystemWorks de Symantec. Symantec eliminó inmediatamente el rootkit. También analizó la vulnerabilidad de Windows Metafile y concluyó que no se trataba de una puerta trasera deliberada. Esta posibilidad había sido planteada -aunque de forma tentativa- por Steve Gibson tras una investigación superficial de la naturaleza del exploit y su mecanismo.
Las novelas de Russinovich Zero Day (prologada por Howard Schmidt) y Trojan Horse (prologada por Kevin Mitnick) fueron publicadas por Thomas Dunne Books el 15 de marzo de 2011 y el 4 de septiembre de 2012. Ambos forman parte de una serie de populares tecno-thrillers, que han suscitado los elogios de personalidades del sector como Mikko Hyppönen y Daniel Suárez. Un relato corto, "Operation Desolation: ", se publicó justo antes de Trojan Horse y tiene lugar un año después de los acontecimientos de Zero Day. Book 3, Rogue Code: A Novel (Jeff Aiken Series, mayo de 2014) trata de las vulnerabilidades de la NSA. Cuenta con un prólogo de Haim Bodek, autor de The Problem of HFT: Collected Writings on High Frequency Trading & Stock Market Structure Reform.

### Windows Sysinternals
El sitio web de Sysinternals fue creado en 1996 por Mark Russinovich para albergar sus utilidades de sistema avanzadas e información técnica. Tanto si es un profesional de la informática como un desarrollador, encontrará utilidades de Sysinternals que le ayudarán a gestionar, solucionar problemas y diagnosticar sus sistemas y aplicaciones Windows.